# پیشنماز سنای ایالات متحده آمریکا

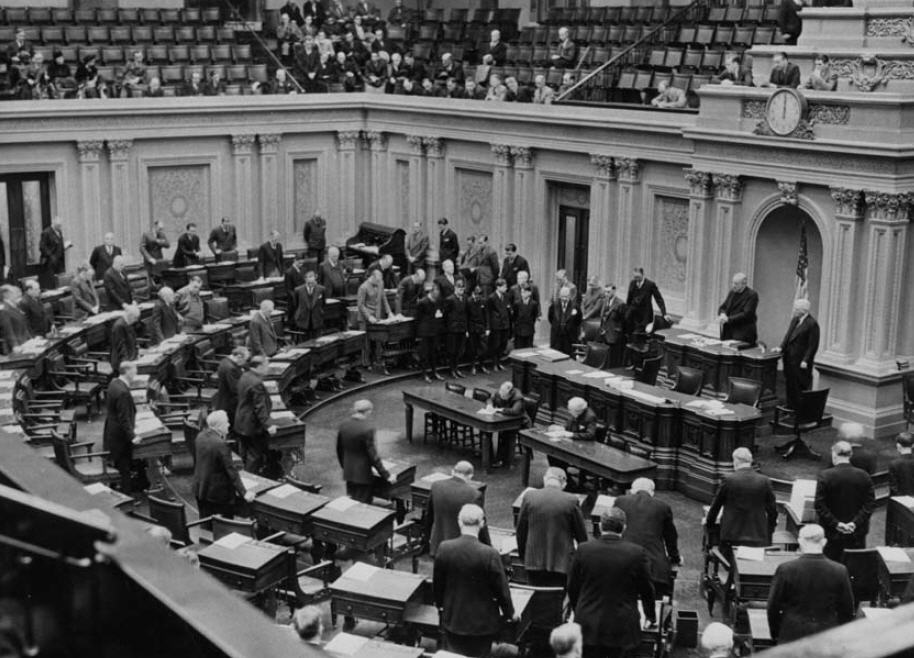
نیایش افتتاحی توسط زبارنی تورن فیلیپس پیشنماز سنا، ۱۹۳۹

پیشنماز سنای ایالات متحده آمریکا هر یک از جلسات مجلس سنای ایالات متحده آمریکا را با یک دعا آغاز می‌کند و برنامه‌های مذهبی و به سناتورها، کارکنان و خانواده‌هایشان حمایت‌های روحانی ارایه می‌دهد. پیشنماز با رای اکثریت اعضای سنا منصوب می‌شود. سه نامزد اخیر این منصب از سوی یک کمیته جستجوی دو حزبی معرفی شده‌اند.
پیشنماز نماینده هیچ نهاد یا جماعت دینی ای نیست. تاکنون تمامی پیشنمازهای سنا به مذاهب گوناگون مسیحیت، تعلق داشته‌اند گرچه محدودیتی علیه اعضای هیچ دینی برای این سمت وجود ندارد. پیشنمازهای مهمان به توصیهٔ سناتورها از تمامی ادیان بزرگ جهان دعای آغازین جلسات را ایراد کرده‌اند.
پیشنماز کنونی بری سی. بلک دریابان بازنشسته و رئیس سابق پیشنمازان نیروی دریایی، نخستین سیاهپوست و نخستین ادونتیست روز هفتمی است که این منصب را بر عهده داشته‌است.